# Nobody's Smiling
Albums de Common
The Dreamer / The Believer
(2011) Black America Again
(2016)
Singles
1. Kingdom
Sortie : 27 mai 2014
2. Speak My Piece
Sortie : 30 juin 2014
3. Diamonds
Sortie : 8 juillet 2014

Nobody's Smiling est le dixième album studio de Common, sorti le 22 juillet 2014.
Entièrement produit par son complice No I.D., l'album est sorti sur le label du producteur, ARTium, et a été distribué par Def Jam. On y trouve des featurings d'artistes de Chicago comme Lil Herb ou encore Dreezy.
Le titre et le concept de l'album ont été inspirés par la violence et le taux élevé de criminalité de la ville natale du rappeur, Chicago, mais également de nombreuses villes à travers le monde.
L'opus est proposé avec deux pochettes différentes : une, représentant le visage de Common, et une autre, avec les visages de l'artiste et des rappeurs Lil Herb et King Louie.
Nobody's Smiling s'est classé 6e au Billboard 200 et s'est vendu à 24 537 exemplaires la première semaine.

## Liste des titres
| No  | Titre                                                | Auteur                                                                                                  | Contient un (des) sample(s) de                           | Durée |
| --- | ---------------------------------------------------- | --- | -------------------------------------------------------- | ----- |
| 1.  | The Neighborhood (featuring Lil Herb et Cocaine 80s) | Lonnie Lynn, Herbert Wright, James Fauntleroy II, Ernest Wilson, Curtis Mayfield                        | The Other Side of Town de Curtis Mayfield                | 3:58  |
| 2.  | No Fear                                              | Lynn, Wilson                                                                                            | Juicy de The Notorious B.I.G.                            | 3:12  |
| 3.  | Diamonds (featuring Big Sean)                        | Lynn, Sean Anderson, Wilson                                                                             |                                                          | 3:53  |
| 4.  | Blak Majik (featuring Jhené Aiko)                    | Lynn, Jhené Chilombo, Wilson, James Poyser                                                              |                                                          | 3:19  |
| 5.  | Speak My Piece                                       | Lynn, Wilson, Randy Alpert, Deric Angelettie, Andy Armer, Sean Combs, Ron Lawrence, Christopher Wallace | Hypnotize de The Notorious B.I.G.                        | 3:51  |
| 6.  | Hustle Harder (featuring Snoh Aalegra and Dreezy)    | Lynn, Leon Marcus Michels, Snoh Nowrozi, Kirby Dockery, SeAndrea Sledge, Wilson, Alexander Izquierdo    | Nightbird des Fabulous Three                             | 3:58  |
| 7.  | Nobody’s Smiling (featuring Malik Yusef)             | Lynn, Wilson, Malik Yusef                                                                               |                                                          | 4:16  |
| 8.  | Real (featuring Elijah Blake)                        | Lynn, Elijah Blake, Wilson, Oliver Scott, Steve Wyreman, Ronald Wilson                                  | Juicy Fruit (Fruity Instrumental Mix) de Mtume           | 3:22  |
| 9.  | Kingdom (featuring Vince Staples)                    | Lynn, Vince Staples, Wilson, Poyser, Ernest Fowler                                                      |                                                          | 6:32  |
| 10. | Rewind That                                          | Lynn, Wilson, Thomas Keith, Poyser                                                                      | Telegram d'Eleanore Mills King of the Beats de Mantronix | 5:21  |

| 11. | Out on Bond (featuring Vince Staples)         | Lynn, Staples, Wilson, Adrian Younge, Wyreman | Turn Down the Sound d'Adrian Younge | 3:25 |
| 12. | 7 Deadly Sins                                 | Lynn, Wilson, Younge                          | It's Me d'Adrian Younge             | 3:08 |
| 13. | Young Hearts Run Free (featuring Cocaine 80s) | Lynn, Fauntleroy II, Wilson                   |                                     | 4:33 |

| 14. | City to City | 2:27 |